# Leszkay András
Leszkay András (Sámson, Bihar megye, 1863. július 1. – Budapest, Erzsébetváros, 1928. augusztus 1.) színész, színházigazgató.

## Életútja
Leszkay Ödön és Budaházy Piroska fia. Előbb huszárhadnagy volt, majd amikor a debreceni színház Gyöngyi Izsó és Valentin Lajos vállalkozása idején válsággal küzdött, 1891 októberében átvette annak igazgatását, csakhogy itt vagyona nagy részét (10 000 forint) feláldozta. A következő évben Aradon és Nagyváradon működött mint igazgató, ahol olyan gárdája volt, melynek minden egyes tagja rövidesen Budapestre került és itt szerzett magának országos hírnevet. Fenyvesi Emil, Balassa Jenő, Hegedűs Gyula, Rónaszéki Gusztáv és neje az ő társulatának oszlopai voltak. 1901. április 1-jén bérbe vette a Magyar Színházat, ahol előbb drámai előadásokat produkált, de mivel ez a kísérlet fiaskóval járt, át kellett térnie az operett kultiválására. Hat éven át vezette a Magyar Színházat inkább kevesebb, mint több szerencsével. Legnagyobb sikert a Víg özvegy című operettel ért el, mely kétszáznál több előadást ért meg. 1907-ben ennek a színháznak gazdasági főnöke lett, miután Beöthy László vette át tőle a színházat. 1911. április 1-én nyugalomba vonult. Az első világháború alatt az Unió-színházak gazdasági főnöke volt, utána a Király Színház büféjét és ruhatárát bérelte. Ezt is abbahagyta később és a Fészek művészklub vendéglőse volt egy ideig. Halálát „agyguta” okozta. Sírjánál búcsúztatót mondott a Színigazgatók Szövetsége nevében Beöthy László, a Fészek Klub képviseletében Győző Lajos, az Országos Színészegyesület részéről pedig Balla Kálmán.

## Családja
Felesége Emődi Eyfried Irén, színésznő, sz. 1874. szeptember 18-án. Színészakadémiát végzett, majd 1892-ben férje társulatánál színpadra lépett. 1893. április 22-én Debrecenben kötöttek házasságot, 1922. augusztus 1-én nyugalomba vonult. Leányuk Leszkay Irén, született 1895. október 19-én, Budapesten. Színészakadémiát végzett, majd 1918. október havában színpadra lépett. 1919. március havában a Madách Színház tagja volt. Ezután elhagyta a pályát.